# MI17
Pour les articles homonymes, voir MI-17.
Le MI17 (pour Military Inteligence section 17, en français section no 17 du renseignement militaire), était un département de la Direction du renseignement militaire, qui fait partie du Bureau de la Guerre britannique. Il était le secrétariat des autres départements. La section fut dissoute.